# Fuentelespino de Haro
Fuentelespino de Haro é um município da Espanha, na província de Cuenca, comunidade autônoma de Castela-Mancha. Tem 33,44 km² de área e em 2021 tinha 246 habitantes (densidade: 7,4 hab./km²). Limita com os municípios de Alconchel de la Estrella, Belmonte, Tresjuncos, Villaescusa de Haro e Villarejo de Fuentes.